# 登別川
登別川（のぼりべつかわ）は、北海道登別市を流れ太平洋に注ぐ二級河川。登別川水系の本流である。上流のカルルス温泉や、支流クスリサンベツ川沿いの登別温泉があり、北海道屈指の温泉地となっている。かつては千歳川と呼ばれたことがある。

## 流路
北海道登別市北東部のオロフレ峠南東の谷に源を発し、南に向かって流れる。源流部のオロフレ峠直下は粘土質変質岩が露出した崩壊地形となっており北海道地質百選にも選定されている。上流の途中にはカルルス温泉がある。中流で南南東に流れ変え深い渓谷を刻み、渓谷の終わり近くで支流のクスリサンベツ川を合わせる。下流では両岸に平地を作りつつも山の中を流れ、南から東に向きを転じて、登別市街の南で太平洋に注ぐ。温泉の影響により河口付近までわずかに硫黄の匂いが漂うことがある。上流ではマスが釣れる。

## 水質
アイヌ語で「（水色の）濃い川」を表すヌプル・ペッが語源とされる。最上徳内が1790年（寛政2年）に著した『蝦夷草紙』は、ノボルベツという川について記している。それによれば、川上でおびただしく湧き出る温泉の水が流れこむため、「白粉と紺青を掻き立てた」ような色に濁っていたという。現在の水色には変わったところはない。温泉街ができたせいかという。
温泉水はクスリサンベツ川から来る。アイヌがヌプル・ペッと呼んだのはクスリサンベツ川との合流点より下流で、それより上流はペケレ・ペッといった。日本語でもかつては合流点より上を千歳川と呼んだ。合流点の直前にある千歳水源から取水し、千歳浄水場を経て室蘭市と登別市に上水道を引いている。

## 支流

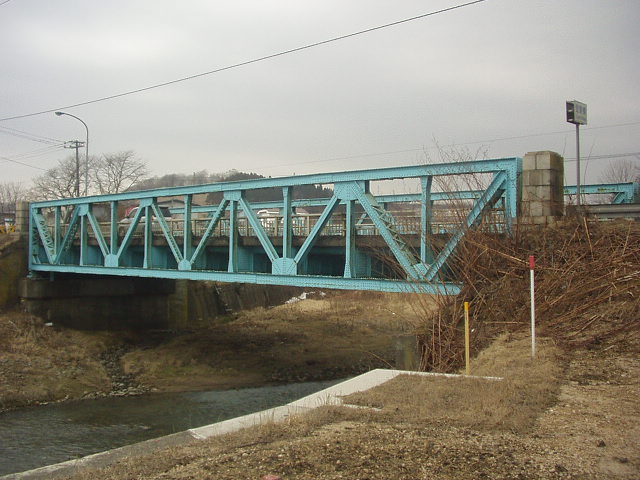
登泉橋（2004年3月）

- クスリサンベツ川

## 橋梁
- 東雲橋
- 寿橋
- 新登別大橋 - 北海道道782号上登別室蘭線
- 登別川橋 - 道央自動車道
- 登別橋
- 登泉橋（とせんはし） - 国道36号
- 登別川橋梁 - JR室蘭本線
- 港橋 - 北海道道701号登別港線